# 伊藤辰矢
伊藤 辰矢（いとう たつや、1978年〈昭和53年〉1月15日 - ）は、日本の政治家。愛知県常滑市長（1期）。元愛知県議会議員（1期）、元常滑市議会議員（1期）。

## 来歴
愛知県常滑市出身。常滑市立鬼崎南小学校、常滑市立鬼崎中学校、愛知県立常滑北高等学校、愛知学院大学文学部日本文化学科卒業。介護施設、青果販売店などに勤務。また、伊藤忠彦衆議院議員の秘書を務めた。
2011年（平成23年）4月、常滑市議会議員に初当選。2015年（平成27年）4月、愛知県議会議員選挙に自由民主党公認で立候補し初当選した。
2019年（平成31年）1月24日、常滑市長の片岡憲彦が3期目の任期満了（11月30日）を待たず、市議選と同日に市長選を実施するため辞職を表明。片岡は伊藤の後援会長に就任し、伊藤を後継指名した。同年4月21日執行の市長選は元郵便局長の西村昭彦との一騎打ちとなった。片岡の進める市役所移転新築の凍結を訴える西村を大差で破り、初当選した。4月26日に就任。
※当日有権者数：46,824人 最終投票率：52.12%（前回比：＋22.93pts）
| 候補者名 | 年齢 | 所属党派 | 新旧別 | 得票数   | 得票率 | 推薦・支持 |
| -------- | ---- | -------- | ------ | -------- | ------ | ---------- |
| 伊藤辰矢 | 41   | 無所属   | 新     | 15,841票 | 66.58% |            |
| 西村昭彦 | 58   | 無所属   | 新     | 7,952票  | 33.42% |            |

## 市政
- 2020年（令和2年）6月9日、新型コロナウイルス対策の財源に充てるため、自身の7月から2021年（令和3年）3月までの月額給与と同期間の期末手当を10％減額する条例案を市議会定例会に提出した。副市長については5％、教育長については3％減額する[8][9]。同条例案は6月23日の閉会までに可決された[10]。